# Karl Granroth
Karl Granroth (* 1973) ist ein US-amerikanischer Biathlet.
Karl Granroth ist Nationalgardist bei der Michigan National Guard, für die er auch startet. Er nahm seit Beginn der 2000er Jahre an Biathlon-Wettkämpfen in Nordamerika teil. Darüber hinaus startete der US-Amerikaner 2010 bei den Militär-Skiweltmeisterschaften in Brusson und wurde 66. des Sprints und mit Duncan Douglas, Jesse Downs und Blake Hillerson als Schlussläufer der Militärpatrouille 15. Er nahm auch bei den Nordamerikanischen Meisterschaften im Biathlon 2011 in Whistler teil, wo er im Sprint, der Verfolgung und dem Massenstartrennen hinter Matt Neumann, Beau Thompson und Aaron Neumann in allen Rennen als Viertplatzierter um einen Rang die Medaillenränge verpasste. In der Saison 2010/11 kam er in der Gesamtwertung des Biathlon-NorAm-Cups auf den fünften Rang.